# Lupinus tominensis
Lupinus tominensis är en ärtväxtart som beskrevs av Hugh Algernon Weddell. Lupinus tominensis ingår i släktet lupiner, och familjen ärtväxter. Inga underarter finns listade i Catalogue of Life.